# オーロラソース
オーロラソース（仏: sauce aurore ソース・オロール）は、ベシャメルソースに裏漉ししたトマト（もしくはトマトピューレ）とバターを加えたソースである。フランス料理で鶏卵料理や子牛肉、蒸した肉料理などに使われる。
フランス語で"aurore"（オロール）は曙、明け方の意。トマトのもたらすオレンジがかったピンク色の曙色にちなみソース・オロールと呼ばれる。自然現象の「オーロラ」と語源は一緒だが、直接的な関係は無い。

## 日本のオーロラソース
日本では、マヨネーズとトマトケチャップを1:1の割合で混ぜた「フライソース」をこの名で呼ぶことが多い。サラダドレッシングとして生野菜やサンドイッチに使用されるほか、タルタルソースやカクテルソースと同じようにエビやカキ、イカなどの魚介類にも用いられる。
ウスターソース、とんかつソース、オイスターソース、醤油、ごま油などを適量加えることで、より濃厚で味わいが増し、カツやフライなどにもマッチするようになる。

## 参考（日本）
- 落合務「春菊のイタリアン　オムレツ」（2010年11月25日） 『きょうの料理』。
- 木下幸治「ポーチドエッグのソース・オロール」（2005年3月15日） 『きょうの料理』。
- 藤野嘉子「えびバーグ」（2007年2月6日） 『きょうの料理』。
- 本多京子「ちぎりレタスの半熟卵のせ」（2008年9月11日） 『きょうの料理』。
- おいしい給食 ファイナルバトル（2020年[5]）